# Sommer-Paralympics 2016/Teilnehmer (Schweiz)
| stlisierte Goldmedaille | stlisierte Silbermedaille | stlisierte Bronzemedaille |
| ----------------------- | ------------------------- | ------------------------- |
| 2                       | 2                         | 1                         |

Die Schweiz entsandte zu den Paralympischen Sommerspielen 2016 in Rio de Janeiro eine aus 21 Sportlern bestehende Mannschaft.
Fahnenträgerin der Schweizer Paralympics-Mannschaft war die Radsportlerin Sandra Graf.

## Medaillen

### Medaillenspiegel
| Medaillenspiegel Schweiz |                |      |        |        |        |
| Platz                    | Sportart       | Gold | Silber | Bronze | Gesamt |
| 1                        | Leichtathletik | 2    | 2      | –      | 4      |
| 2                        | Radsport       | –    | –      | 1      | 1      |
| Total                    | Total          | 2    | 2      | 1      | 5      |

### Medaillengewinner

#### Gold
| Name       | Sportart       | Wettbewerb         |
| ---------- | -------------- | ------------------ |
| Marcel Hug | Leichtathletik | 800 m (T54)        |
| Marcel Hug | Leichtathletik | Marathon (T52–T54) |

#### Silber
| Name       | Sportart       | Wettbewerb       |
| ---------- | -------------- | ---------------- |
| Marcel Hug | Leichtathletik | 150 m (T54)      |
| Marcel Hug | Leichtathletik | 5000 m (T53/T54) |

#### Bronze
| Name              | Sportart | Wettbewerb          |
| ----------------- | -------- | ------------------- |
| Tobias Fankhauser | Radsport | Strassenrennen (H2) |

## Teilnehmer nach Sportarten

### Bogenschiessen

#### Frauen
| Athleten     | Wettbewerb | Rang |
| ------------ | ---------- | ---- |
| Magali Comte | Recurve    | 17   |

#### Männer
| Athleten       | Wettbewerb | Rang |
| -------------- | ---------- | ---- |
| Martin Imboden | Compound   | 17   |

### Leichtathletik

#### Frauen
| Athleten            | Klassifizierung | Wettbewerb     | Zeit         | Rang |
| ------------------- | --------------- | -------------- | ------------ | ---- |
| Catherine Debrunner | T53             | 400 m          | 58,29 s      | 7    |
| Catherine Debrunner | T53             | 800 m Vorlauf  | 1:55,04 min  | 9    |
| Catherine Debrunner | T53             | 1500 m Vorlauf | 3:32,71 min  | 12   |
| Abassia Rahmani     | T44             | 100 m          | 13,71 s      | 11   |
| Abassia Rahmani     | T44             | 200 m          | 27,84 s      | 4    |
| Manuela Schär       | T54             | 400 m          | 55,27 s      | 4    |
| Manuela Schär       | T54             | 800 m          | 1:46,00 min  | 5    |
| Manuela Schär       | T54             | 1500 m         | 3:23,41 min  | 4    |
| Manuela Schär       | T54             | 5000 m         | 11:59,86 min | 8    |
| Manuela Schär       | T54             | Marathon       | 1:38:46 h    | 6    |

#### Männer
| Athleten         | Klassifizierung | Wettbewerb | Zeit           | Rang   |
| ---------------- | --------------- | ---------- | -------------- | ------ |
| Beat Bösch       | T52             | 100 m      | 18,19 s        | 5      |
| Beat Bösch       | T52             | 400 m      | 1:03,73 min    | 11     |
| Philipp Handler  | T13             | 100 m      | 11,18 s        | 9      |
| Marcel Hug       | T54             | 800 m      | 1:33,76 min SB | Gold   |
| Marcel Hug       | T54             | 1500 m     | 3:00,65 min    | Silber |
| Marcel Hug       | T53/T54         | 5000 m     | 11:02,04 min   | Silber |
| Marcel Hug       | T52–T54         | Marathon   | 1:26:16 h      | Gold   |
| Tobias Lötscher  | T54             | 1500 m     | 3:09,37 min    | 19     |
| Tobias Lötscher  | T54             | 5000 m     | 10:40,88 min   | 16     |
| Tobias Lötscher  | T54             | Marathon   | –              | DNF    |
| Bojan Mitic      | T34             | 100 m      | 15,87 s        | 5      |
| Bojan Mitic      | T34             | 800 m      | 1:41,25 min    | 7      |
| Christoph Sommer | T46             | Marathon   | 3:07:11 h      | 6      |

### Radsport

#### Bahn

##### Männer
| Athleten       | Klassifizierung | Wettbewerb                 | Zeit         | Rang |
| -------------- | --------------- | -------------------------- | ------------ | ---- |
| Roger Bolliger | C1–C3           | 1000-Meter-Zeitfahren      | 1:17,447 min | 20   |
| Roger Bolliger | C2              | 3000-Meter-Einerverfolgung | 4:13,918 min | 9    |

#### Strasse

##### Frauen
| Athleten       | Klassifizierung | Wettbewerb                | Zeit         | Rang |
| -------------- | --------------- | ------------------------- | ------------ | ---- |
| Sandra Graf    | H4–H5           | Einzelzeitfahren          | 34:30,00 min | 8    |
| Sandra Graf    | H1–H4           | Strassenrennen            | +7:45 min    | 7    |
| Sandra Graf    | T54             | Marathon                  | 1:38:52 h    | 8    |
| Sandra Stöckli | H4–H5           | Einzelzeitfahren          | 38:02,41 min | 10   |
| Sandra Stöckli | H1–H4           | Strassenrennen (H1–2–3–4) | +10:12 min   | 8    |

##### Männer
| Athleten          | Klassifizierung | Wettbewerb             | Zeit         | Rang   |
| ----------------- | --------------- | ---------------------- | ------------ | ------ |
| Roger Bolliger    | C2              | Einzelzeitfahren       | 30:13,73     | 10     |
| Roger Bolliger    | C2              | Strassenrennen         | +18:15 min   | 27     |
| Tobias Fankhauser | H2              | Einzelzeitfahren 20 km | –            | DNF    |
| Tobias Fankhauser | H2              | Strassenrennen         | +7:49        | Bronze |
| Heinz Frei        | H3              | Einzelzeitfahren       | 29:27,13 min | 4      |
| Heinz Frei        | MH3             | Strassenrennen         | +1:12 min    | 7      |
| Heinz Frei        | T54             | Marathon               | 1:40:29 h    | 17     |
| Felix Frohofer    | H4              | Strassenrennen         | +12:23 min   | 12     |
| Felix Frohofer    | H4              | Einzelzeitfahren       | 32:37,01 min | 12     |
| Lukas Weber       | H3              | Einzelzeitfahren       | 30:35,66 min | 6      |

### Reiten
| Athleten                            | Wettbewerb              | Rang |
| ----------------------------------- | ----------------------- | ---- |
| Nicole Geiger mit Phal de Lafayette | Team Test               | 6    |
| Celine van Till mit Amanta          | Dressur Individual (R5) | 13   |

### Schiessen

#### Frauen
| Athleten       | Klassifizierung | Wettbewerb                                 | Ringe | Rang |
| -------------- | --------------- | ------------------------------------------ | ----- | ---- |
| Nicole Häusler | SH2             | Luftgewehr 10 m stehend Qualifikation (R4) | 614,1 | 27   |
| Nicole Häusler | SH2             | Luftgewehr 10 m liegend Qualifikation (R4) | 614,3 | 34   |

#### Männer
| Athleten      | Klassifizierung | Wettbewerb                                | Ringe | Rang |
| ------------- | --------------- | ----------------------------------------- | ----- | ---- |
| Paul Schnider | SH1             | Luftpistole 10 m Qualifikation (P1)       | 546,0 | 29   |
| Paul Schnider | SH1             | Luftpistole 25 m Mixed Qualifikation (P3) | 598,9 | 17   |

### Schwimmen

#### Frauen
| Athleten         | Klassifizierung | Wettbewerb           | Ringe       | Rang |
| ---------------- | --------------- | -------------------- | ----------- | ---- |
| Carla De Bortoli | S13             | 100 m Brust Vorrunde | 1:29,05 min | 14   |

### Tischtennis

#### Männer
| Athleten      | Klassifizierung | Wettbewerb | Rang         |
| ------------- | --------------- | ---------- | ------------ |
| Silvio Keller | T1              | Einzel     | Gruppenphase |